# J'ai choisi de vivre

J'ai choisi de vivre est un film ivoirien réalisé par Henri Duparc, sorti en 1987.

## Distribution
- Victor Couzyn
- Félix Lago
- Mel Pacome